# لنهام (کانزاس و نبراسکا)
لنهام (به انگلیسی: Lanham) یک منطقهٔ مسکونی در ایالات متحده آمریکا است که در کانزاس واقع شده‌است. لنهام ۴۲۶٫۱۲ متر بالاتر از سطح دریا واقع شده‌است.